# Öræfajökull
Az Öræfajökull egy jégalatti vulkán Izland délkeleti részén. Ez a legnagyobb működő vulkán a szigeten és ennek északnyugati részén található a Hvannadalshnúkur, amely a legmagasabb csúcs a szigeten. Földrajzilag az Öræfajökull vulkán a Vatnajökull gleccser területéhez tartozik, amelyen belül a Vatnajökull Nemzeti Park részét képezi.
Az Öræfajökull vulkán két alkalommal tört ki a történelem során: egyszer 1362-ben, amikor nagy mennyiségű tefrát lövellt ki magából. A kitörés következtében Litla-Hérað kerület nagy részén áradások pusztítottak és tefra borította el a vidéket. Több, mint 40 évvel később népesült be újra a vidék, amikor megalapították Öræfit. A vulkán nevének jelentése: a hely, amelynek nincsen kikötője, bár később ez az izlandi nyelvben inkább a pusztaság értelemmel vált ismertté. 1728 augusztusában a vulkán kitörése három halálos áldozattal járt. 

## Fordítás
Ez a szócikk részben vagy egészben  az   Öræfajökull című angol Wikipédia-szócikk ezen változatának fordításán alapul.  Az eredeti cikk szerkesztőit annak laptörténete sorolja fel. Ez a jelzés csupán a megfogalmazás eredetét és a szerzői jogokat jelzi, nem szolgál a cikkben szereplő információk forrásmegjelöléseként.